# Microgonia alcimaria
Microgonia alcimaria är en fjärilsart som beskrevs av Charles Oberthür 1911. Microgonia alcimaria ingår i släktet Microgonia och familjen mätare. Inga underarter finns listade i Catalogue of Life.